# Agroquímicos en Argentina

Uso de plaguicidas en Argentina en el período 1990-2017 medido en toneladas.

Los agroquímicos en Argentina se refiere a la regulación, producción, comercialización, uso y aplicación de agroquímicos en Argentina, es decir, todos aquellos productos químicos utilizados en la agricultura, como plaguicidas, herbicidas, fungicidas y fertilizantes. Quienes se oponen a la aplicación de estos productos suelen llamarlos "agrotóxicos", pero la palabra contiene una fuerte carga subjetiva y carece de una definición técnica precisa.
Los agroquímicos en Argentina tienen diferentes usos agrícolas, domésticos, de salud pública y de mantenimiento de parques, jardines y cursos de agua. Sin embargo, el grueso de los agroquímicos se utilizan en la producción agrícola, incluyendo los cultivos de frutas y hortalizas para el consumo en el mercado interno y de exportación, pero también en cultivos propios de la agroindustria como la soja.   
Argentina es parte de cuatro convenios internacionales que regulan la producción, comercialización, producción y uso de sustancias tóxicas, incluyendo agroquímicos. Sin embargo, la regulación de plaguicidas en Argentina está dispersa en diferentes leyes nacionales y provinciales y decretos de diferentes órganos administrativos y municipios, pero no existe una ley unificada que establezca presupuestos mínimos ambientales para la aplicación de agroquímicos.
En el 2018, Argentina gastó más de USD 229 millones de dólares en la compra de plaguicidas, de los cuales el 47% correspondía a plaguicidas altamente peligrosos (clase I a y I b según la OMS). Argentina además es uno de los países con una de las mayores tasas de aplicación de plaguicidas a nivel mundial, con 10 litros de plaguicidas aplicados por habitante por año.
El proceso de sojización y el incremento en la aplicación de agroquímicos es uno de los principales conflictos ambientales de Argentina. Esto ha ocasionado que en numerosas oportunidades se presentaran causas judiciales para obtener medidas cautelares contra la aplicación de agroquímicos o condenar penalmente a quienes los aplican incorrectamente.

## Historia

### Organoclorados

Gráfico con los datos de aplicación promedio de plaguicidas en Argentina entre el período 1990-2017, medidos en kilogramos por hectárea de tierra cultivada. El año 2010 fue el año en que mayor cantidad de pesticidas se utilizaron, con un promedio de 6 kg por hectárea cultivada.

Entre la década de los '40 y los '70, fueron populares y ampliamente utilizados los plaguicidas organoclorados, como el DDT. A partir de la década de los '70, muchos de estos compuestos fueron prohibidos por sus conocidos efectos en el ambiente y en la salud humana.

### Prohibición del 2,4,5-T
El 2,4,5-T fue prohibido recién en la década de los '90. Hacia el final de la dictadura militar, Antonio Brailovsky, el abogado Alberto Kattan y el cineasta y ambientalista Juan Schröder iniciaron acciones legales contra la comercialización, aplicación y uso del 2,4,5-T, por considerarlo una sustancia nociva contra la salud humana y el medioambiente. El primer juez a cargo de la causa fue Horacio Garzón Funes, quien ya había fallado a favor de Kattan y Schröder en un juicio promovido por ambos contra la caza, comercialización y exportación de las toninas overas. La causa contra el 2,4,5-T alcanzó gran popularidad, llegando a aparecer notas en el diario Clarín, la revista Humor y Semanario y otras publicaciones de tirada menor. El juez fue recusado por recomendación del estudio jurídico que asesoraba a la Secretaría de Agricultura y la causa pasó al juez Mariano Obarrio. El juez Obarrio hizo lugar a la medida cautelar solicitada por Brailovsky, Kattan y Schröder. Obarrio estableció el decomiso preventivo de todas las existencias del 2,4,5-T y ordenó adicionalmente las siguientes medidas:
- Suspendió la importación, autorización, producción, transformación y envasado de productos existentes o nuevos que incluyeran en su formulación al 2,4,5-T, sus derivados y análogos.
- Dispuso la guarda de las existencias decomisadas en un lugar seguro, para lo cual le solicitó a la Comisión Nacional de Energía Atómica que se encargara de su resguardo.
- Solicitó al Instituto Nacional de Tecnología Agropecuaria (INTA) que diera a conocer a todos los productores agropecuarios parte de su red del alcance de la medida.

Con el fin de la dictadura militar, la Secretaría de Agricultura del gobierno democrático siguió oponiéndose al juicio, pero finalmente retiró provisionalmente la autorización del 2,4,5-T.

### Proceso de sojización
La aceleración del proceso de sojización llevó a un incremento en las áreas dedicadas al cultivo de soja en Argentina, con el consecuente incremento en el uso de agroquímicos, particularmente de herbicidas como el glifosato y la atrazina. Un informe elaborado por la Red Universitaria de Ambiente y Salud citó un informe de mercado de la Cámara de Sanidad Agropecuaria y Fertilizantes (CASAFE), donde estimaban un incremento de un 858% en el uso de agroquímicos entre 1991 y 2012, lo que implica un aumento de 39 millones de litros/año en 1991 a 335 millones de litros/año en 2012. Un informe del año 2015 estipulaba que en 2013 se habían utilizado 281 millones de litros de pesticidas, de los cuales un 65% eran glifosato. En Argentina se aplican hasta 12 litros por hectárea de plaguicidas, superior al límite permitido en otros países.
El uso de glifosato está por encima de los valores permitidos en otros países del mundo. El cultivo de soja también llevó a un incremento en la utilización de otros herbicidas como el 2,4-D e insecticidas como el endosulfán (prohibido desde el 2013), clorpirifós y piretroides. Todos estos plaguicidas son conocidos por tener efectos en la salud humana y en el ambiente.

### Beneficios en la industria agraria
La implementación de agroquímicos y de semillas transgénicas  han permitido a los agricultores incrementar la producción física, desterrar enfermedades y malezas, y elevar la calidad de los alimentos o insumos obtenidos. Por ejemplo, las semillas transgénicas han permitido a los agricultores aumentar los rendimientos de los cultivos, reduciendo la necesidad de utilizar más tierra y agua. Los agroquímicos han permitido a los agricultores controlar las plagas y enfermedades, mejorando la calidad y la cantidad de la producción. Las nuevas especies han permitido a los agricultores cultivar nuevos productos agrícolas, ampliando la oferta de alimentos disponibles.[cita requerida]
Estas innovaciones han tenido un impacto positivo en la seguridad alimentaria mundial, al permitir a los agricultores producir más alimentos con los mismos recursos. También han contribuido a reducir los costes de producción, lo que ha hecho que los alimentos sean más accesibles para los consumidores.

## Uso

### Agricultura
En el año 2013, el Defensor del Pueblo de la provincia de Buenos Aires encargó un "Relevamiento de la utilización de agroquímicos en la Provincia de Buenos Aires", con el objetivo de relevar la utilización de agroquímicos en sistemas extensivos e intensivos de agricultura en toda la región de la provincia de Buenos Aires, según diferentes criterios, incluyendo el momento de aplicación y el tipo de cultivo. La finalidad era generar una evaluación de impacto en suelos, aire y cursos de agua y en la salud humana. Para esto último, se incluyó un estudio de transmisión de metales pesados y plaguicidas en leche materna. El estudio encontró altos valores de endosulfán (que al momento del estudio aún no se encontraba prohibido en la Argentina) y clorpirifós, e incluso sustancias prohibidas desde la década de los '70 como el DDT y el dieldrín, particularmente en la zona hortícola. El estudio concluyó que:

los modelos convencionales de producción son intrínsecamente peligrosos, lo que señala la posibilidad de un riesgo potencial a la salud humana y daño al ambiente en aquellas zonas o regiones con mayor
proporción de estos sistemas.

En algunos cultivos encontraron que se utilizaban más de 60 principios activos entre plaguicidas, herbicidas y fungicidas, y se encontró que para varios cultivos más del 50% de los productores utilizaban productos de clase I y II (extremadamente peligrosos y altamente peligrosos). A partir de la investigación, se elaboró un mapa de riesgo de la provincia de Buenos Aires. 
| Año  | Herbicidas | Insecticidas | Fungicidas y bactericidas | Rodenticidas | Reguladores del crecimiento vegetal | Otros     |
| ---- | ---------- | ------------ | ------------------------- | ------------ | ----------------------------------- | --------- |
| 1993 | 17533      | 3503         | 4799                      | 2            | 319                                 | sin datos |
| 1994 | 19376      | 4883         | 5641                      | 2            | 293                                 | sin datos |
| 1995 | 24863      | 6188         | 6297                      | 3            | 491                                 | sin datos |
| 1996 | 38185      | 9456         | 6107                      | 3            | 844                                 | sin datos |
| 1997 | 55171      | 12535        | 9064                      | 3            | 918                                 | sin datos |
| 1998 | 47355      | 7964         | 6041                      | 3            | 270                                 | sin datos |
| 2006 | 137191,23  | 7376,47      | 1794,17                   | 3,15         | 6,49                                | 2066,67   |
| 2007 | 172246,7   | 9340,61      | 2486,47                   | 2,7          | 12,85                               | 1528,32   |
| 2008 | 190431,57  | 7380,82      | 2661,32                   | 3,15         | 12,01                               | 1662,55   |
| 2009 | 129017,16  | 6260,37      | 1984,76                   | 4,5          | 9,15                                | 1555,53   |
| 2010 | 216992,99  | 10469,75     | 3730,56                   | 0,9          | 17,01                               | 3219,17   |
| 2011 | 202811,11  | 9175,19      | 3852,63                   | 0,9          | 25,34                               | 3390,75   |
| 2014 | 194257,3   | 7919,3       | 3955,7                    | 50,4         | 33                                  | sin datos |
| 2017 | 183685,7   | 3736,03      | 4198,1                    | sin datos    | 46,4                                | sin datos |

### Domiciliario
El uso doméstico está regulado en Argentina. Los productos para el uso doméstico no pueden superar los envases mayores a 500 cm³ o 500 gr, y solamente pueden pertenecer a los grados de baja toxicidad (clase C o D según la clasificación de la OMS). Una buena cantidad de plaguicidas se pueden adquirir en comercios minoristas, como ferreterías y casas de limpieza.

## Regulación
La regulación de plaguicidas en Argentina es dispersa, y no existe una ley unificada que regule la aplicación de plaguicidas. En muchos casos, aún se admiten plaguicidas que están prohibidos en sus países de origen, como el Imidacloprid, prohibido actualmente en Alemania y la Unión Europea por su conocido efecto negativo en las abejas. El exdiputado Juan Carlos Villalonga (PRO) presentó en 2019 un proyecto de ley para la prohibición del Imidacloprid y otros insecticidas neonicotinoides, pero el proyecto nunca fue tratado.
Tampoco existe regulación que establezca zonas de exclusión, particularmente que regulen la distancia entre los cultivos y los cursos de agua.

### Convenios internacionales
Argentina es parte de dos convenios internacionales que abordan específicamente la regulación de plaguicidas. En julio de 2000 se aprobó la adhesión al Convenio de Róterdam, mediante la ley 25.278, y en diciembre de 2004 se sancionó la adhesión a la Convención de Estocolmo, mediante la ley 26.011. Adicionalmente, Argentina es parte de la Convención de Basilea sobre el movimiento de desechos peligrosos mediante la ley 23.922 y del Convenio C 184 de la Organización Internacional del Trabajo sobre seguridad y salud en la agricultura mediante la ley 25.739.

### Organismos reguladores
En Argentina, el Estado nacional es quien debe regular todo lo referente a los plaguicidas. Los organismos encargados de evaluar, registrar, autorizar y controlar la producción, importación, exportación y comercialización de los principios activos de los plaguicidas son el Senasa (para todo lo referente a los productos fitosanitarios, agroquímicos y uso veterinario) y la ANMAT (para los usos domiciliarios).

### Prohibiciones
La ley N° 18.073, de enero de 1969, prohibió en la producción agrícola y ganadera los siguientes plaguicidas y compuestos químicos:
- Dieldrin
- Endrina
- Heptacloro
- Clordano
- Hexaclorociclohexano (H.C.H.) y sus sinónimos.

Esta ley fue complementada por resoluciones y decretos de diferentes Ministerios y Secretarías a nivel nacional.
En el año 2011, mediante resolución 511/2011, el Senasa prohibió la importación del endosulfán. Se ha comprobado que la persistencia del endosulfán es alta y es un posible factor de contaminación alimentaria y ambiental.
En julio de 2020, Senasa prohibió el principio activo Procloraz para su uso en cultivos de cítricos.

#### Aplicación aérea de plaguicidas
En Argentina, la aplicación aérea se encuentra prohibida totalmente en la provincia de Misiones, mientras que algunas provincias restringen la aplicación aérea en un radio determinado. 
| N.º | Provincia           | Ley        | Año  | Decreto                       | Radio de restricción aérea (en metros) |
| --- | ------------------- | ---------- | ---- | ----------------------------- | -------------------------------------- |
| 1   | Buenos Aires        | Ley 10.699 | 1988 | Decreto 499/91                | 2000                                   |
| 2   | Catamarca           | Ley 4.395  | 1986 | Decreto 3175/87               | 1000                                   |
| 3   | Chaco               | Ley 2026-R | 2012 | Decreto 1567/13               | 1500                                   |
| 4   | Córdoba             | Ley 9.164  | 2004 | Decreto 132/05                | sin especificar                        |
| 5   | Corrientes          | Ley 5.300  | 1998 | Decreto 593/94                | 1000                                   |
| 6   | Entre Ríos          | Ley 6.599  | 1980 | Decreto 279/03                | 3000                                   |
| 7   | Formosa             | Ley 1.163  | 1995 | Decreto 1228/04               | 3000                                   |
| 8   | Jujuy               | Ley 4.975  | 1996 | Decreto 3214/13               | 2000                                   |
| 9   | La Pampa            | Ley 1.173  | 1989 | Decreto 618/90                | 1000                                   |
| 10  | La Rioja            | Ley 9.170  | 2011 | sin decreto de reglamentación | sin especificar                        |
| 11  | Mendoza             | Ley 5.665  | 1991 | Decreto 1469/93               | 1000                                   |
| 12  | Misiones            | Ley 2.980  | 1992 | Decreto 2867/93               | prohibida en su totalidad              |
| 13  | Rio Negro           | Ley 2.175  | 1987 | Decreto 729/94                | 2000                                   |
| 14  | Salta               | Ley 7.812  | 2013 | Decreto 3924/15               | sin especificar                        |
| 15  | San Luis            | Ley 5.559  | 2004 | Decreto 1675/09               | 1500                                   |
| 16  | Santa Fe            | Ley 11.273 | 1995 | Decreto 552/97                | 3000                                   |
| 17  | Santiago del Estero | Ley 6.312  | 1996 | Decreto Serie A 0038/01       | 3000                                   |
| 18  | Tucumán             | Ley 6.291  | 1991 | Decreto 299/96                | 2000                                   |

### Descarte de envases vacíos
Los plaguicidas normalmente vienen en diferentes envases de plástico (bidones), que luego son descartados. El Ministerio de Agricultura estima que en cada campaña se descartan alrededor de 20 millones de envases vacíos (aproximadamente 17.000 toneladas de plástico). Estos envases plásticos no deben ser re-utilizados, quemados o enterrados, ya que contienen residuos que pueden dañar al medio ambiente y a la salud humana. En 2016 se sancionó la ley 27.279 de «Presupuestos Mínimos para la Protección Ambiental de los Envases Vacíos de Productos Fitosanitarios». La ley establece un sistema de gestión responsable de los envases vacíos y prohíbe expresamente el abandono, la quema o enterramiento, la comercialización y entrega de los envases vacíos. Prohíbe además la reutilización de los materiales para la elaboración de cualquier producto que pueda implicar un riesgo para la salud o para el medio ambiente.
En las diferentes provincias existen autoridades de aplicación correspondientes encargadas de monitorear el cumplimiento de la ley y sancionar a quienes la infrinjan en caso de que corresponda.

## Impacto socio-ambiental
Diversos estudios científicos han demostrado los efectos de los plaguicidas en la salud humana, así como el impacto ambiental de los plaguicidas. La tragedia sanitaria que provocan los pesticidas también dio origen a investigaciones periodísticas como las publicadas por el escritor argentino Patricio Eleisegui entre 2013 y 2019, como es el caso de los libros «Envenenados» (editoriales Wu Wei y Gárgola) y «AgroTóxico» (editorial Sudestada). Así como también proyectos que proponían la investigación de la cantidad de estos en el ambiente y en los humanos, como el Proyecto Sprint el cual por razones burocráticas fue cancelado en nuestro país. 
Además se generaron documentales que pueden visualizarse en plataformas libres como YouTube. Por ejemplo, «Glifosato: L'erbicida nuoce alla salute del mondo?», hecho por la televisión de Italia, y «Bientôt dans vos assiettes» de la cadena francesa Canal+.

### Comisión Nacional de Investigación sobre Agroquímicos
La Comisión Nacional de Investigación sobre Agroquímicos (CNIA) fue una comisión creada en el ámbito del Ministerio de Salud de Argentina, con el objetivo de investigar, prevenir, asistir y tratar en casos de intoxicación o que afecten, de algún modo, la salud de la población y el ambiente, con productos agroquímicos en el territorio de la República Argentina. La CNIA se creó el 19 de enero de 2009, mediante el Decreto 21/2009 del Poder Ejecutivo Nacional. El Decreto surgió en el marco de la gravedad de la situación de salud en Córdoba que venía siendo denunciada por el grupo de Madres de Ituzaingó. 

### Informe del Instituto Nacional del Cáncer
En 2015, el Centro Internacional de Investigaciones sobre el Cáncer, un organismo dependiente de la Organización Mundial de la Salud, advirtió sobre una posible relación entre el herbicida glifosato y el cáncer. Ese mismo año, el Instituto Nacional del Cáncer de Argentina reconoció el informe del CIIRC como válido, pero la información solamente se dio a conocer en 2020, a partir de un pedido de acceso a la información pública realizado por un grupo de ambientalistas en 2019.

### Explosión en Mercedes
El 27 de septiembre de 2019 explotó una fábrica de productos agroquímicos en el Paraje La Verde, en el partido bonaerense de Mercedes. La fábrica, ubicada a la altura del km 42, pertenecía a la empresa SIGMA Agro y por el accidente falleció un trabajador de 42 años, tras caer a una zanja con líquido derramado producto de la explosión, además de resultar herido un bombero que participó en las tareas de extinción del incendio. La fábrica estaba clasificada como de "Categoría 3", es decir, de alta peligrosidad, con casi 9000 m² y una producción anual estimada de 12.000 litros para 2019. La empresa fabricaba más de 24 herbicidas, incluyendo paraquat y glifosato, y diversas fuentes sostienen que la empresa no contaba con la habilitación correspondiente para producir agroquímicos. La Unidad Fiscal de Investigación de delitos contra el Medio Ambiente quedó a cargo de la investigación judicial para determinar qué ocurrió en el accidente. El incendio ocasionó que diversos plaguicidas y fertilizantes contaminaran las napas de agua subterránea. Además, los productores agroecológicos de la zona se vieron afectados por la deriva de componentes químicos producto del incendio.

### Emisiones de gases de efecto invernadero
Los fertilizantes contribuyen a las emisiones de gases de efecto invernadero en dos instancias: en su producción y en su aplicación. En la aplicación de los fertilizantes sintéticos se produce óxido nitroso, un gas de efecto invernadero. El Inventario Nacional de Emisiones del Ministerio de Ambiente y Desarrollo Sostenible estima que la producción en m² cúbicos de óxido nitroso es de aproximadamente 6,5 mt CO2eq.

### Efectos de los agroquímicos en la infancia
En junio de 2021, la Sociedad Argentina de Pediatría publicó un informe que resume algunos de los principales efectos reportados en diversos artículos científicos sobre la prevalencia de enfermedades respiratorias, alergias y cáncer en niños. En 2017, un grupo de investigadores publicó una investigación en el International Journal of Clinical Medicine con los resultados de dos estudios efectuados en Monte Maíz, en la provincia de Córdoba. Los estudios encontraron que había una mayor prevalencia de cánceres, abortos espontáneos y malformaciones congénitas respecto del resto del país, en algunos casos llegando alcanzar valores cercanos o superiores al 300% más respecto de la media nacional.